# Кузнецов, Иван Кириллович
Иван Кириллович Кузнецов (1793—1847) — купец, золотопромышленник, дважды Городской Голова (мэр) города Красноярск в 1835—1837 и 1844—1846.

## Биография
Родился в семье тобольского мещанина И. И. Кузнецова. Отец в раннем детстве отдал Ивана Кирилловича в услужение красноярскому откупщику. Купец обучил его грамоте, а позднее назначил своим поверенным.
В 1820-х годах поставлял в Томск и Иркутск скот, масло и топленое сало; хлеб в Туруханский край. В 1827 году числился купцом III гильдии с капиталом 8 тысяч рублей. Скопив капитал, Иван Кириллович в 30-х годах XIX века вёл торговлю с Китаем через Кяхту: в обмен на пушнину завозил и продавал в Сибири чай. Первым из красноярских торговцев в 1835 году стал купцом первой гильдии с капиталом 50 тысяч рублей.
К концу 1820-х годов стал одним из крупнейших владельцев недвижимости в Красноярске. Один из первых построил в Красноярске каменный дом. Скупил прилегавшие к его дому усадьбы, которые образовали «Кузнецовское подворье».
В 1820-х годах занялся золотопромысловым делом, став совладельцем одного из богатейших приисков — Крестовоздвиженского на реке Морожной. За время эксплуатации Крестовоздвиженского прииска Щеголева — Кузнецова было добыто более тысячи пудов золота.
В 1829 году Иван Кириллович пожертвовал каменный дом для неизлечимых больных, а в 1845 году выделил 15 тысяч рублей на Иркутский институт благородных девиц.
В 1835—1837 и 1844—1846 годах назначался городским головой Красноярска. За своенравие получил от горожан прозвище Кот.
Был награждён тремя золотыми медалями на Станиславской, Анненской и Владимирской лентах с надписью «За полезное». В Красноярском краеведческом музее хранится бриллиантовый перстень, подаренный Кузнецову герцогом Лейхтенбергским.
Умер в 1847 году.
Иван Кириллович завещанием обязал своего сына и наследника Петра Ивановича выделить из переходившего к нему капитала сумму в 500 тысяч рублей серебром, и зачислить её для сохранения и приращения процентами в государственные кредитные учреждения с тем, чтобы этот капитал был обращен в пользу пятерых незаконнорождённых детей Ивана Кирилловича (их матерью была местная мещанка М. П. Суханова) по достижении ими совершеннолетия. Пётр Иванович исполнил волю отца, поместив 300 тысяч рублей в Государственный коммерческий банк и 200 тысяч рублей в Московскую сохранную казну.
Дочь Анна была знакома с декабристами, особую дружбу поддерживала с А. В. Поджио.